# アレックス・コペロ
アレックス・コペロ（Alexis Copello、1985年8月12日 - ）はキューバの陸上競技選手、専門は三段跳。2009年世界陸上競技選手権大会男子三段跳銅メダリストである。身長185cm、体重80kg。
コペロは2006年7月にコロンビア・カルタヘナで行われた中央アメリカ・カリブ海競技大会で銀メダルを獲得、2008年7月にコロンビア・カリで行われた中央アメリカ・カリブ海陸上競技選手権大会では銅メダルを獲得した。コペロは同年8月の北京オリンピックにキューバ代表として出場、17m09を記録して予選A組8位となった。
2009年7月に母国キューバのハバナで行われた中央アメリカ・カリブ海陸上競技選手権大会でコペロは17m33の大会新記録を樹立して優勝した。コペロは同年8月の2009年世界陸上競技選手権大会で17m36を記録、フィリップス・イドウ、ネルソン・エボラに次ぐ3位に入り銅メダルを獲得した。2010年、コペロはIAAFダイヤモンドリーグを転戦、ドーハでは17m47を記録して優勝を飾ったほか上位を賑わせた。同年9月のIAAFコンチネンタルカップでは17m25を記録してマリアン・オプレアに次ぐ2位に入った。

## 自己記録
| 種目            | 記録  | 場所       | 日時          |
| --------------- | ----- | ---------- | ------------- |
| 三段跳 （屋外） | 17m68 | アビラ     | 2011年7月17日 |
| 三段跳 （室内） | 17m24 | リエヴァン | 2010年3月5日  |
| [ 6 ]           |       |            |               |